# Brunhalsat jordfly
Brunhalsat jordfly (Agrotis cinerea) är en fjärilsart som beskrevs av Michael Denis och Ignaz Schiffermüller 1775. Brunhalsat jordfly ingår i släktet Agrotis och familjen nattflyn. Enligt den svenska rödlistan är arten nära hotad i Sverige. Arten förekommer i Götaland, Gotland och Öland. Artens livsmiljö är jordbrukslandskap. Inga underarter finns listade i Catalogue of Life.

## Bildgalleri

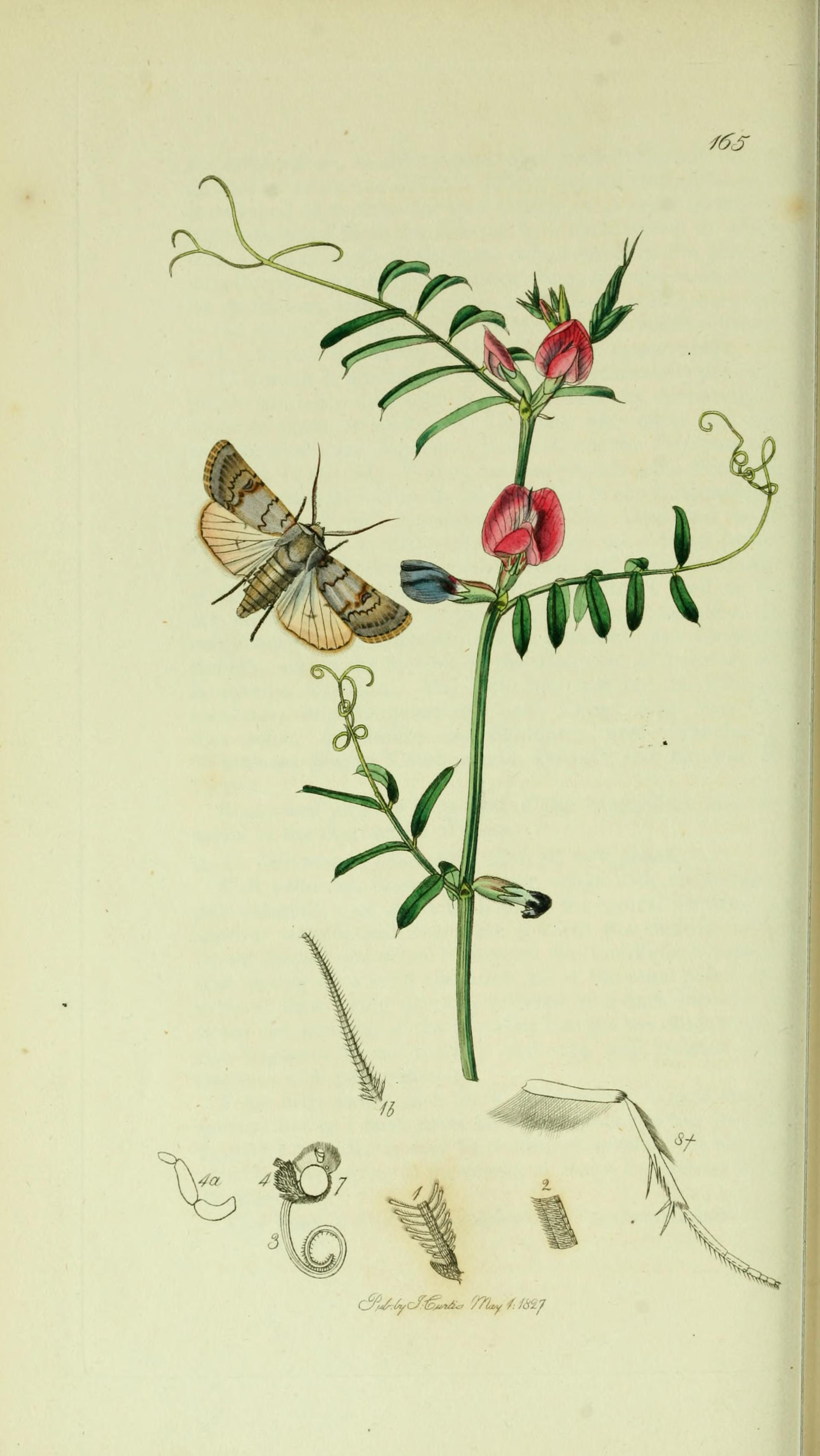